# Ceratochaetops delphinensis
Ceratochaetops delphinensis är en tvåvingeart som först beskrevs av Villeneuve 1931.  Ceratochaetops delphinensis ingår i släktet Ceratochaetops och familjen parasitflugor. Inga underarter finns listade i Catalogue of Life.